# Эбла
Э́бла (Ибла, ныне городище Телль-Марди́х, араб. تل مرديخ‎) — древний семитский торговый город-государство, существовавший на территории древней Сирии, с середины III тыс. до н. э. Эбла располагалась к западу от излучины Евфрата в Сирии, в 53 км к юго-западу от современного Алеппо. Эбла является одной из старейших цивилизаций мира.

## История

### Первое царство Эблы
Основателями Эблы считаются эблаиты, древний народ семитского происхождения, переселившийся в Сирию из Юго-Восточной Аравии в середине IV тыс. до н. э. Эблаиты пользовались шумеро-аккадской клинописью. Игнас Гельб относил эблаитов к восточносемитским носителям «цивилизационной традиции Киша», простиравшейся от центральной Месопотамии до западного Леванта. Возможное значение слова «Эбла» возводится к «белому камню», на котором был построен город.
Сам город был основан ок. 3500 года до н. э. В ранний период «Мардих IIA» между 3000 и 2400 до н. э. был возведён первый царский дворец в Эбле. На конец периода пришлась столетняя война с городом-государством Мари: вначале марийский лугаль Саʿуму захватил многие владения эблаитов, однако в середине XXV века до н. э. царь Эблы Кун-Даму разбил Мари.
Приходящийся на XXIV век «период архивов» («Мардих IIB1») назван так по относящемуся к нему богатому царскому архиву. Архив включает хозяйственную документацию и дипломатическую переписку начиная с правления Игриш-Халама, ещё уплачивавшего дань Мари. Эбла вновь перешла в наступление при царе Иркаб-Даму; его соглашение с городом-государством Абарсал является одним из древнейших известных нам договоров в истории. В этот период особенно возрастает роль визирей — особенно Ибриума и его сына Ибби-Сипиша, при царях Иркаб-Даму и Исар-Даму возглавлявших военные кампании против Мари и мятежных вассалов. Под началом Ибби-Сипиша войско эблаитов и их союзников из Киша и Нагара одержало решающую победу над марийцами при Терке.
В период расцвета Эбла была ведущей силой среди городов-государств северной и восточной Сирии, занимая территорию около половины современной Сирийской Арабской Республики. Ей подчинялись более 60 городов, важнейшим из которых в эблаитских табличках выступает Арми. Хозяйственное и политическое влияние Эблы распространялось от финикийского Библа на Средиземноморском побережье на западе до Мари в среднем течении Евфрата на востоке и от Урса’ума на севере до окрестностей Дамаска на юге. Город имел оживлённые торговые и политические связи с шумерским и семитским населением Древней Месопотамии, Эламом и с Египтом.
Вероятно, именно благосостояние Эблы стало впоследствии причиной её падения: богатство города привлекло к ней внимание могущественной аккадской империи, основанной в Нижней Месопотамии Шаррумкеном (Саргоном Древним). В XXIII веке до н. э. Эбла и её царский дворец «G» были сожжены. Большинство ученых связывают гибель первого царства Эблы с разгромом города Саргоном Древним. В своих надписях Саргон сообщает, что Эблу отдал ему Даган, главный бог города, и он, Саргон, мог взыскать дань с его правителей. 
Его внук Нарам-Суэн (2236—2200 до н. э.) окончательно подорвал её мощь и, возможно, присоединил бо́льшую часть территории Эблы к своей державе, направляясь к лесным склонам гор Нур. Подтверждённое археологическими раскопками разрушение Эблы большинство учёных датирует временем правления именно Нарам-Суэна, по велению которого город был сожжён. 
Отдельные исследователи называют другие причины упадка первого царства Эблы: Джованни Петтинато — завоевание Эаннатумом из Лагаша или Лугальзагеси из Уммы, Альфонсо Арчи и Мария Бига — агрессию со стороны марийцев, мстящих за недавний разгром, Майкл Астур — естественную катастрофу (отчет аккадцев о разгроме Иблу он связывает с другим городом на территории современного Ирака).

### Второе царство Эблы
Как свидетельствуют записи третьей династии Ура, Эбла была вскоре отстроена («Мардих IIB2»). Второе царство Эблы управлялось новой местной династией, поддерживавшей с предшествовавшей преемственность, проявлявшуюся также в архитектуре и почитании религиозных святилищ. Из-за нехватки обнаруженных собственных записей и материальных сведений, приходится полагаться на упоминания Эблы в источниках её соседей. Так, Гудеа из Лагаша просит доставить кедры с «гор Эблы» близ Уршу, откуда следует, что эта территория в современной Турции к северу от Каркемиша находилась под властью эблаитов. Тексты, датируемые седьмым годом правления урского царя Амар-Суэна (ок. 2040 до н. э.), упоминают посланника энси («мегума») Эблы. Последняя в то время приносила дань Уру, хотя характер вассальной зависимости до конца не ясен.
Вторая Эбла тоже была разрушена огнём (между 2050 и 1950 до н. э.). Майкл Астур считает это следствием хурритского вторжения около 2030 до н. э., которое могли возглавить бывшие эблаитские вассалы из неизвестного нам города Икинкалиса. Уничтожение Эблы упоминается в хетто-хурритской эпической «Песни об освобождении из плена», открытой в 1983 году. В ней эблаитское собрание, возглавляемое человеком по имени «Зазалла», не позволяет царю Меки помиловать пленников из Икинкалиса, что вызывает гнев хурритского бога грозы Тешуба, разрушающего город.

### Третье царство Эблы
Падение коренной династии в Эбле позволило аморейским племенам заселить опустевший город. Они основали здесь свою династию и заново отстроили дворец и храмы. В период «А» Третьей Эблы (ок. 2000—1800 до н. э.) город был планомерно восстановлен, а в период «B» (ок. 1800—1600 до н. э.) расширен. Однако город уже никогда более не поднимался до уровня, сравнимого с периодом его наивысшего расцвета в XXIV в. до н. э.
Это последнее, третье царство Эблы, было союзником государства Ямхад (с центром в Алеппо). В правление ямхадского царя Ярим-Лима III Эбла ещё была от него в вассальной зависимости. Город также упоминался в записях из Алалаха, также зависевшего от Ямхада: эблаитская принцесса вышла за сына алалахского царя Аммитакума. Одним из правителей Эблы этого периода был Иммее, получивший от египетского фараона Хотепибре подарок — церемониальную булаву, найденную внутри так называемой «Гробницы повелителя коз».
Эблаитское царство было окончательно разгромлено хеттским царём Мурсили I ок. 1600 года до н. э. Окончательное разрушение Эблы относится к XVII в. до н. э., то есть ко времени, когда большинство государств Ближнего Востока оказалось под властью касситов, вторгшихся на территорию Месопотамии и соседних с ней регионов из горных районов Загроса. Последующие четыре поселения на территории Эблы — «Мардих IV» (1600—1200 до н. э.), «Мардих V» (до 535 до н. э.), «Мардих VI» (до 60 н. э.) и «Мардих VII» (III—VII века н. э.) — оставались небольшими деревушками. Впоследствии это место было заброшено.

## Культура

### Язык
Эблаитский язык принадлежит к семитской группе и имеет много общего с аккадским, входя вместе с ним в восточносемитскую ветвь, и возможно, является диалектом аккадского языка досаргоновского периода.
Однако он обладает многими свойствами западносемитских языков. 
Грамматика эблаитского ближе всего к грамматике аккадского, но лексика и некоторые грамматические формы сближают его с западносемитскими языками.
Споры по поводу принадлежности данного языка к определенной подгруппе разделили учёных на два лагеря: итальянские ученые-археологи считали, что эблаитский язык принадлежит к северо-западной подгруппе западной ветви семитских языков, в то время как Гелб и другие считали эблаитский язык диалектом восточной ветви семитской группы языков, ближе к аккадскому.
Через аккадский язык в эблаитский впоследствии проникли слова шумерского происхождения. От второй половины III тыс. до н. э. известно большое количество клинописных документов, написанных на эблаитском языке.

### Образование
Правители Эблы уделяли значительное внимание образованию, внимательно контролировали обучение, используя методы обучения, которые были распространены в шумерских городах Месопотамии. Найдены многочисленные ученические работы, которые показывают, что школы Эблы готовили своих студентов для должностей будущих государственных служащих.

## Экономика и торговля
Благосостояние Эблы основывалось на развитом сельском хозяйстве: почвы северной Сирии позволяли выращивать ячмень, пшеницу, оливки, финики, виноград, гранаты и другие культуры, разводить крупный и мелкий скот. В городе было налажено производство тканей и разнообразных металлических изделий, важная роль в экономике Эблы отводилась таким продуктам сельского хозяйства, как оливковое масло, вино, пиво.
Эблаиты ввозили золото, серебро, медь, олово, драгоценные камни, а также овец. Город процветал благодаря своему выгодному расположению на перекрёстке торговых путей, которые вели из Персии, Анатолии и Кипра в Шумер и Египет. Одежда и ткани, разнообразные ремесленные изделия, оливковое масло были основными статьями экспорта.
В тесной связи с экономикой находились политические отношения Эблы с соседями. В государственном архиве хранились экземпляры договоров, заключённых с разными городами, среди которых многие признавали господство Эблы. Против города Мари, который отказался подчиниться, был предпринят военный поход, закончившийся для Мари поражением, в результате которого он принуждён был выплатить Эбле дань серебром и золотом.

## Политическая структура
Политическая история Эблы известна недостаточно хорошо. Возможно, что истинным правителем страны была олигархия богатых и влиятельных купцов. 
Управлял Эблой вождь-жрец, носивший титул «малликум». Его власть не была наследственной и осуществлялась в течение определённого срока. 
В принятии решений участвовал также совет старейшин. 
Управление городом проводилось через администраторов, назначаемых вождём. 
Существовали также особые военачальники — лугали.

## История изучения
В 1960-е годы итальянские археологи установили, что Телль-Мардих, в 90 километрах к югу от Алеппо — это руины уже известной из упоминаний в древних документах Эблы. Раскопки городища начались в 1964 году итальянской археологической экспедицией под руководством Паоло Маттиэ (возобновлялись в 1990-х).
Раскопки Эблы обнаружили остатки ступенчатой башни — зиккурата, по которой царь Эблы спускался из своего дворца, совершая торжественные выходы. Анализ зиккурата показал, что он был сооружён около 4400 лет назад из необожжённого кирпича. Высота зиккурата примерно шесть метров. Были найдены также богатые золотые украшения, которые могли принадлежать царской семье.
Были также найдены останки царского дворца, также относящиеся к III тыс. до н. э., и несколько храмов и монументальных ворот, относящихся к более позднему II тыс. до н. э. В нём было обнаружено большое количество лазурита (ляпис-лазурь) из Афганистана, вазы и чаши из Египта. Это подтверждает, что город Эбла имел важнейшее значение в торговой сети Древнего Востока.

### Царский архив Эблы
В 1975 году археологи обнаружили колоссальный царский архив Эблы, как и зиккурат, датируемый III тысячелетием до н. э. В течение последующих 10 лет учёные извлекли на свет около 20 тыс. глиняных табличек и их фрагментов. Архив представлял собой множество клинописных табличек на эблаитском и шумерском языках. В них описаны детские школьные упражнения, первое известное в истории сообщение об оливках, сведения об экономике Эблы, администрации города, поэмы, религиозные гимны и многое другое.
Подавляющее большинство — около 80 % документов — представляют собой экономическо-административную документацию, связанную с земледелием, животноводством, текстильным производством, покупкой и продажей драгоценных металлов и леса, уплатой налогов, жертвоприношениями, поставкой продовольствия к царскому двору и т. д. Сейчас большинство этих многочисленных табличек находятся в музее Алеппо[уточнить] и Национальном Музее Дамаска.
Есть также некоторые международные договоры, важнейшим из которых является торговый договор между Эблой и Ашшуром. Заметное место занимают царские указы, послания, а также лексические тексты — списки слов, почти исключительно существительных, сгруппированных по нескольким критериям (топонимы, имена, названия профессий, зверей, рыб, птиц, употребляемые термины), перечни иероглифов, таблицы грамматических форм и даже шумерско-эблаитские словари и тому подобное.
Литературных произведений очень мало; среди них преимущественно заклинания и гимны.
В религиозно-мифологических текстах упоминаются около пятисот имен различных божеств, свидетельствуя о синкретизме шумерских, аккадских и западно-семитских божеств. Главный бог Эблы выступал под именами «Дагана Туттальского», «Дагана Сивадского» и «Дагана Ханаанского». Появление слова «Ханаан» ясно подтверждает древнее происхождение этого названия, а также подтверждает правильность гипотезы, согласно которой этническое обозначение «ханаанеи» гораздо старше, чем обычно считалось.
В одном из текстов говорилось, что население этого города-государства составляло 260 тыс. человек, причём 22 тыс. жили непосредственно в городе. Раскопки подтвердили, что в эпоху расцвета, в XXV веке до н. э., стены города могли вмещать до 30 тыс. жителей. Другая таблица отмечает, что царь Эблы владел огромным полем с оливковыми деревьями, размер которого составлял около 3 с половиной тыс. акров.
Раскопки Эблы и в особенности открытие её архива заставило пересмотреть представления о заре ближневосточных цивилизаций. Долгое время считалось, что в III—II тысячелетиях до н. э. Сирия и Палестина, населённые преимущественно кочевниками, отставали в развитии от высоких цивилизаций Месопотамии и Египта. Однако на примере Эблы видно, что в этом регионе существовали высокоразвитые города-государства.

## Цари Эблы
| Имя царя       | Годы правления           | Примечания                                                                                        |
| Первое царство | Первое царство           | Первое царство                                                                                    |
| -------------- | ------------------------ | ------------------------------------------------------------------------------------------------- |
| Сакуме         | около 3100 года до н. э. |                                                                                                   |
| Су (.) (...)   |                          | Имя повреждено.                                                                                   |
| Ладау          |                          |                                                                                                   |
| Абугар         |                          |                                                                                                   |
| Намнелану      |                          |                                                                                                   |
| Думудар        |                          |                                                                                                   |
| Ибла           |                          |                                                                                                   |
| Кулбану        |                          |                                                                                                   |
| Ассану         |                          |                                                                                                   |
| Самиу          |                          |                                                                                                   |
| Зиалу          |                          |                                                                                                   |
| Энману         | около 2740 года до н. э. |                                                                                                   |
| Наману         | около 2720 года до н. э. |                                                                                                   |
| Да (.) (.)     | около 2700 года до н. э. | Имя повреждено.                                                                                   |
| Сагису         | около 2680 года до н. э. |                                                                                                   |
| Дане’ум        | около 2660 года до н. э. |                                                                                                   |
| Иббини-Лим     | около 2640 года до н. э. |                                                                                                   |
| Ишрут-Даму     | около 2620 года до н. э. |                                                                                                   |
| Исиду          | около 2600 года до н. э. |                                                                                                   |
| Исрут-Халам    | около 2580 года до н. э. |                                                                                                   |
| Иксуд          | около 2560 года до н. э. |                                                                                                   |
| Талда-Лим      | около 2540 года до н. э. |                                                                                                   |
| Абур-Лим       | около 2520 года до н. э. |                                                                                                   |
| Агур-Лим       | около 2500 года до н. э. |                                                                                                   |
| Иб-Даму        | около 2480 года до н. э. | Печать с его именем была найдена в Кюльтепе.                                                      |
| Бага-Даму      | около 2460 года до н. э. |                                                                                                   |
| Энар-Даму      | около 2440 года до н. э. | Среди наиболее упоминаемых обожествлённых царей в жертвенных списках.                             |
| Эшар-Малик     | около 2420 года до н. э. |                                                                                                   |
| Кун-Даму       | около 2400 года до н. э. |                                                                                                   |
| Адуб-Даму      | около 2380 года до н. э. | Короткое правление.                                                                               |
| Игриш-Халам    | около 2360 года до н. э. | Правил 12 лет.                                                                                    |
| Иркаб-Даму     | около 2340 года до н. э. | Правил 11 лет. Подъём визиря Ибриума.                                                             |
| Исар-Даму      | около 2320 года до н. э. | Правил около 35 лет. Подъём визиря Ибби-Сипиша.                                                   |
| Ир’ак-Даму     |                          | Принц, мог недолго править.                                                                       |
| Третье царство |                          |                                                                                                   |
| Иббит-Лим      | около 2000 года до н. э. | Сын Игриш-Хепа. Первый известный аморейский царь Эблы. Его статуя датируется ок. 1900 г. до н. э. |
| Иммея          | около 1750 года до н. э. | Его гробница распознана как так называемая «Гробница повелителя коз».                             |
| Хамму(....)    |                          | Преемник Иммеи, не обязательно прямой. Имя повреждено, возможно, Хаммурапи.                       |
| Индилимма      | около 1600 года до н. э. |                                                                                                   |

## Палеогенетика
У образца ETM026 эпохи бронзы из Эблы определили Y-хромосомную гаплогруппу T1a-M70>L162/Page21 и митохондриальную гаплогруппу K1a4. У образца ETM012 из Эблы определили Y-хромосомную гаплогруппу J1a2a1a2d2b~	CTS5266/PF4870/Z2321>J1-ZS2652 и митохондриальную гаплогруппу T2c1+146. У других образцов определили Y-хромосомные гаплогруппы J1a2a1a2-P58/Page8/PF4698 (n=2), E1b1b1b2a1a1~-CTS4483/L795, G2a-P287/PF3140 и митохондриальные гаплогруппы J1b1b1 (n=2), U3b2a1, U3b3, U8b1a2b, H14a.